# Tab Hunter
Tab Hunter, född Arthur Andrew Kelm den 11 juli 1931 i New York, död 8 juli 2018 i Santa Barbara, Kalifornien, var en amerikansk skådespelare och sångare.

## Biografi
Efter sina föräldrars skilsmässa flyttade han med sin mor till Kalifornien. Artistnamnet Tab Hunter gavs honom av hans agent, Henry Willson, som även var Rock Hudsons agent. Han inledde sin filmkarriär under 1950-talet och blev en stor tonårsidol. 
Hunter skrev kontrakt med Warner Bros och det stora genombrottet kom med Kanske aldrig mer (Battle Cry, 1955), baserad på en roman av Leon Uris och den blonde, stilige Hunter blev en stor tonårsidol. 
1957 hade han också en stor hit med låten "Young Love", som toppade Billboardlistan. Den utgavs av Dot Records men Warner Bros grundade snart sitt eget skivbolag, Warner Bros. Records och signade Hunter även som sångare. Han nådde dock aldrig samma framgång som sångare hos Warner. 1958 medverkade han i musikalfilmen Damn Yankees, i vilken han var den ende huvudrollsskådespelaren som inte också medverkat i förlagan på Broadway. 
Under 1960-talet hade han under en säsong en sitcom på TV, The Tab Hunter Show, och fortsatte sin filmkarriär – dock med mindre framgång än tidigare – både i USA och Europa. 1981 gjorde han biofilmscomeback i John Waters Polyester (1981) i vilken han spelade mot Divine, som också var hans motspelare i Lust in the Dust (1985, som han även producerade). Han medverkade även i Grease 2 (1982), Cameron's Closet (1988) och Dark Horse (1992, som han även skrev och producerade).
Under 1950-talet parades han i skvallerpressen ihop med bland andra Natalie Wood och Debbie Reynolds, men i sin självbiografi, Tab Hunter Confidential från 2006, kom han offentligt ut som homosexuell.

## Filmografi i urval
- 1950 – Den laglösa staden
- 1955 – Jakten över havet
- 1955 – Kanske aldrig mer
- 1956 – Hämnd till varje pris
- 1958 – Sista duellen
- 1958 – Ett litet hår av hin
- 1959 – De kom till Cordura
- 1959 – Åh, dessa kvinnor
- 1972 – Häng dem snabbt
- 1976 – McMillan & Wife (TV-serie)
- 1977 – Kärlek ombord (TV-serie)
- 1978 – Hawaii Five-O (TV-serie)
- 1980 – Charlies änglar (TV-serie)
- 1981 – Polyester
- 1982 – Grease 2

## Diskografi i urval
Singlar (på Billboard Hot 100)
- 1957 – "Young Love" (#1)
- 1957 – "Red Sails in the Sunset" (#57)
- 1957 – "Ninety-Nine Ways" (#11)
- 1957 – "Don't Get Around Much Anymore" (#74)
- 1958 – "Jealous Heart" (#62)
- 1959 – "(I'll Be with You) In Apple Blossom Time" (#31)
- 1959 – "There's No Fool Like A Young Fool" (#68)